# Prvi anglo-afganistanski rat
Prvi anglo-afganistanski rat (1838. – 1842.), izbio je zbog nastojanja Velike Britanije da s afganistanskog prijestolja zbacili emira Dost Muhamed Khana i nametne šaha Shujā kao svog vazala. Na strani Britanaca u ratu su sudjelovali i pripadnici hinduske vjerske sekte Sikhi ali Ranjit Singh, njihov vladar, nije dopustio prolaz britanskim jedinicama preko svog teritorija, gdje vodi najkraći put prema Kabulu. Sikhi će tim pravcem djelovati sami. 

## Tijek oružanog sukoba
Indijska armija od 21,000 ljudi pod zapovjedništvom generala Johna Keanea krenula je u siječnju 1839. obilaznim putem od oko 1,500 km, sa srednjeg Inda preko prijevoja Bolan. Prolazeći tim putem su povrijedili neutralnost Sinda koji Britanci još nisu anektirali u svoje carstvo na Indijskom potkontinentu. Uz velike teškoće i gubitke izazvane oskudicom vode i hrane, invazijske snage su stigle u Kabul 3. kolovoza 1839. No, za to se vrijeme Dost Muhamed uspio skloniti u planine. Jačeg otpora bilo je samo u gradu Gazniju. 
U Kabulu su Britanci svečano na prijestolje postavili nepopularnog šaha Shujā, ali su zapravo emiratom Afganistan vladali oni sami. General Keane se s dijelom snaga vratio na jug, ostavivši za sobom 8,000 ljudi. Nezadovoljstvo Afganistanaca pretvorilo se 1841. u otvoren ustanak. 
General William George Elphinstone započeo je povlačenje iz Kabula 6. siječnja 1842. s 4,700 demoraliziranih vojnika (od kojih samo 700 Britanaca) i 12,000 Indijaca koji su išli s vojskom. Prethodno je predao Afganistancima svoju blagajnu, sve topove i nekoliko časnika s njihovim ženama kao taoce, dobivši za to obećanje da će imati slobodan put do granice. Ali, Akbar Khan, Dost Muhamedov sin i glavni vođa ustanika, nije mogao umiri mržnju svojih podanika prema Britancima, pa je tako Anglo-indijska armija usput napadana sve dok nije sasvim uništena. Britanci su sačuvali samo garnizone u Kandaharu (Qāndahār) i Jalalabadu (Jälālābādu). Iz tih dvaju garnizona krenula je kaznena ekspedicija, koja je sredinom rujna, te ponovo ušla u Kabul i uništila grad, vratila se preko Khyberskog prijevoja u Indiju. Dost Muhamed, koji se 1840. predao Britancima, vraćen je na prijestolje.  